# کارن دمیرچیان
کارن دمیرچیان (ارمنی: Կարեն Դեմիրճյան؛ انگلیسی: Karen Demirchyan؛ زادهٔ ۱۷ آوریل ۱۹۳۲ – درگذشتهٔ ۲۷ اکتبر ۱۹۹۹) یک سیاست‌مدار اهل ارمنستان بود. بین سال‌های ۱۹۷۴ تا ۱۹۸۸ میلادی، دمیرچیان دبیر اول حزب کمونیست ارمنستان (اتحاد شوروی) بود.
وی برنده جایزه درجه لنین و عنوان قهرمان ملی ارمنستان شده است.
از تاریخ ۱۹۷۹ تا تاریخ ۱۹۸۴ سمت نمایندگی دوره دهم شورای عالی اتحاد شوروی را برعهده داشت.

## ترور
بعد از ظهر روز ۲۷ اکتبر ۱۹۹۹، پنج مرد از مهاجمان مسلح به رهبری فردی به نام نائیری هونانیان روزنامه‌نگار سابق، وارد مجلس ملّی ارمنستان (جلسه علنی) شدند، و رئیس مجلس کارن دمیرچیان، نخست‌وزیر وازگن سارکیسیان و شش نفر از نمایندگان مجلس را به رگبار بستند و کشتند. در این حادثه نفر دیگر ۳۰ نفر از نمایندگان مجلس به شدت زخمی شدند مهاجمان بعد از مذاکراتی با رئیس‌جمهور وقت روبرت کوچاریان، خود را تسلیم مقامات نمودند و بعد از محاکمه‌ای طولانی در دسامبر ۲۰۰۳ به حبس ابد محکوم شدند.

## نگارخانه

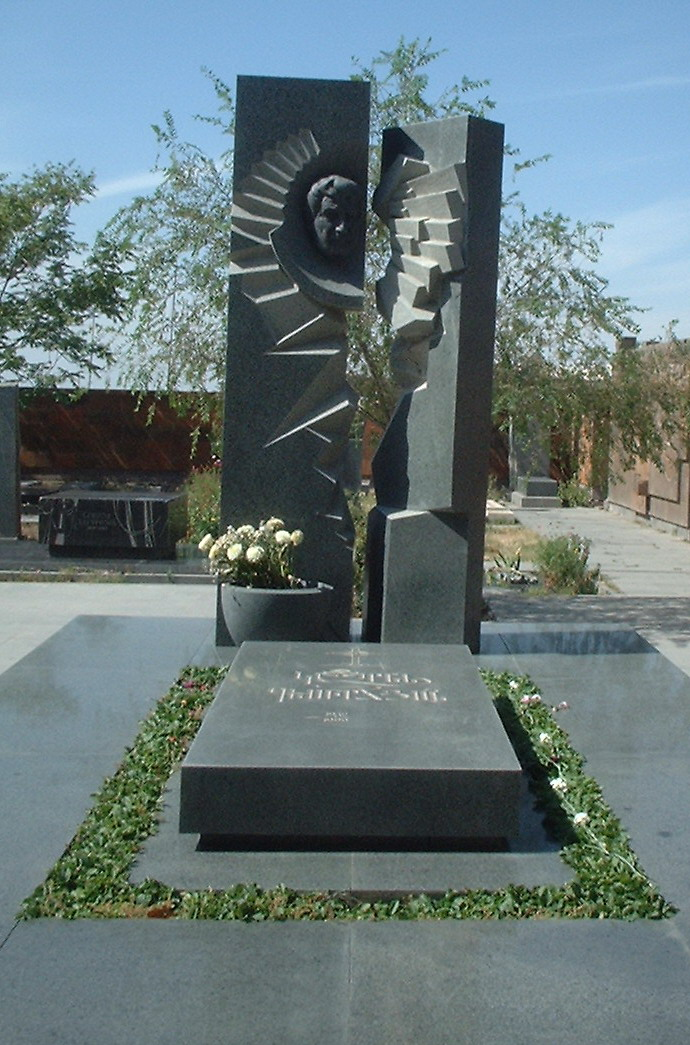